# Saa gik 1948
|  | Denne artikel er oprettet af botten Steenthbot ud fra en ekstern database. Den kan derfor have sproglige fejl eller mangler. Denne skabelon kan fjernes efter kontrol af indholdet. |

Saa gik 1948 er en danskdokumentarisk optagelse fra 1948.

## Handling
Magasin du Nords årsrevy 1948:

1) Der er nye stoffer i hovedhallen. Og man har pyntet op med fugle og fjer.

2) 'The new look' - modeopvisning. Kjoler, hatte, handsker.

3) Magasins laboratorium er flyttet ind i nye lokaler. Her undersøges stoffer nøje og materialer vurderes. Nogle gange må der kemiske undersøgelser til.

4) Import på baggrund af vareudveksling kræver initiativ og handlekraft. Magasin sørger bl.a. for tusindvis af meter af lagenstof, som har været en mangelvare. Varerne bringes til lagerlokalerne i Casino og derfra til Kongens Nytorv. 

5) Efter lagenstofferne kommer de amerikanske khakifarvede militærhåndklæder. Københavnerne står i lange køer i regnvejr. Prisen for et frottéhåndklæde er 3,15 kr. 17.000 kunder blev ekspederet

6) Et andet stort salgshit i 1948 var amerikanske officersfrakker - Folkefrakken - som havde aftageligt foer, og dermed anvendelige hele året.

7) Danmark tog 5 guldmedaljer ved OL i London - svømmepigerne tegnede sig for størsteparten. Greta Andersen og Karen Margrethe Harup fik overrakt to originale amerikanske latex-badedrager som gave fra Magasin. De to guldmedaljevindere skriver også i Magasins 'gyldne bog'.

8) En travl aften i Magasin: Et hollandsk sangkor, der har givet koncert i byen, har erobret restauranten - efter lukketid! Der serveres smørrebrød og snaps.

9) 'Den britiske udstilling' 18. sept. til 3. okt. skal vise britiske tekstiler. I arbejdet med udstillingen fremstilles modeller, og 11 afdelinger flyttes for at gøre plads i stueetagen. Tegnere, tømrere, malere, dekoratører m.fl. arbejder i måneder på udstillingen. På åbningsdagen holdes en stor reception for de britiske partnere og de danske forhandlere.

10) Den officielle åbning af 'Den britiske udstilling' i København finder sted på Københavns Rådhus. Kong Frederik, statsminister Hans Hedtoft og hertugen af Gloucester er til stede og holder taler.

11) De kongelige ankommer til Magasin og bliver vist rundt i udstillingen. Herefter åbnes dørene, og publikum strømmer ind. Den engelske handelsminister vises rundt af Magasins direktør.

12) Et skotsk militærorkester er på besøg i København og marcherer hver dag gennem byen. Københavnerne strømmer til.

13) I formiddagstimerne er udstillingen åben for forretningsfolk, så de kan bese varerne og forhandle om fremtidige leverancer. I løbet af de 14 dage udstillingen varer, bliver den besøgt af ca. 200.000 mennesker.

14) En hjemmeværnsgruppe af Magasin-folk er i december på øvelse i Høje Sandbjerg ved Holte.

15) Årets juleudstilling hedder "Med julemanden ved hånden". To gange dagligt spiller nisserne op til julemusik i Julemandens slot.

16) 2. juledag slår Magasin dørene op for en stor julefest for personalets børn.